# Shabab Al-Ahli Club Dubai (pallacanestro)
Lo Shabab Al-Ahli Club Basketball(in arabo: نادي شباب الأهلي) è una squadra professionista di basket con sede nella città di Dubai, negli Emirati Arabi Uniti, che compete nella massima competizione nazionale, la UAE Basketball League.
I colori sociali della squadra sono il Rosso ed il Verde; le partite casalinghe vengono disputate presso il Sheikh Saeed bin Maktoum Sports Hall, una struttura situata a Dubai che può ospitare fino a 2.500 spettatori.

## Storia
Lo Shabab Al-Ahli Dubai Basketball Club è la sezione di pallacanestro della società polisportiva, con sede nella città di Dubai, dello Shabab Al-Ahli. La squadra di pallacanestro è una delle  più famose e vincenti degli Emirati Arabi Uniti, avendo vinto ben 10 volte il titolo nazionale della UAE Basketball League oltre a poter vantare la vittoria in molte altre coppe e tornei nazionali.
La squadra è anche una delle squadre che più ha rappresentato il basket emiratino al di fuori dei confini nazionali, i infatti lo Shabab Al-Ahli si è laureato per tre anni consecutivo campione della Gulf Basketball Clubs Championship, torneo riservato ai club provenienti da nazioni del Golfo Persico, tra il 2016 ed il 2018. Inoltre la squadra ha preso parte a varie edizione della FIBA Asia Champions Cup, massima competizione per club del continente asiatico; il miglior risultato raggiunto dalla squadra è stato il quarto posto finale con cui ha concluso la sua esperienza nell'edizione 2016.
Lo Shabab Al-Ahli è stata una delle squadre che ha preso parte all'edizione inaugurale della  FIBA West Asia Super League in virtù del titolo di campione degli Emirati Arabi Uniti; nella prima edizione della competizione, tenutasi nella stagione 2022-2023, il team ha concluso al terzo posto la sottozona della Gulf League ottenendo l'accesso per la Final 8, dove però non è riuscita a superare il girone iniziale. 
La squadra ha preso parte anche all'edizione 2023-2024, dove però ha concluso al terzo posto nel suo girone della Gulf League, non ottenendo nemmeno l'accesso per la fase finale della sottozona.
Nel 2024 la squadra viene invitata a prendere parte alla prima edizione della Basketball Champions League Asia che si è svolta a Dubai,essendo la squadra che ha vinto il titolo della UAE Basketball League nella stagione 2023-24, per sostituire la rappresentante delle Filippine. Lo Shabab Al-Ahli trascinato in campo dalle prestazioni di Qais Alshabebi, Sir'Dominic Pointer, Travin Thibodeaux e Marcus Georges-Hunt, ha concluso al secondo posto il proprio girone ottenendo la qualificazione per le semifinali, dopo aver sconfitto la squadra della Cina dei Liaoning F. Leopards per 96-65.
In semifinali la squadra lo Shabab ha affrontato la squadra iraniana del Shahrdari Gorgan, che partiva con i favori del pronostico; dopo una gara molto tirata e combattuta alla nei trenta secondi finali della sfida grazie ad una tripla di Travin Thibodeaux ed alla stoppata, arrivata poco prima della sirena finale, di Sir'Dominic Pointer, la squadra emiratina è riuscita ad imporsi con il risultato finale di 73-71. Nella finale valevole per il titolo continentale lo Shabab Al-Ahli si è dovuto però arrendere dinanzi la superiorità dell' Al-Riyadi Beirut, che ha trionfato con il punteggio di 122-96 ma, nonostante la sconfitta, il secondo posto ottenuto in quest'edizione vale il record per il miglior risultato di una squadra di basket degli Emirati Arabi Uniti, in una edizione della massima competizione continentale.
Lo Shabab Al-Ahli ha conquistato il suo primo titolo nella FIBA WASL Gulf League nella stagione 2024-25, battendo l’Al-Ittihad Gedda con un secco 2-0 nelle finali e concludendo una straordinaria postseason da imbattuta. Il loro percorso verso la vittoria finale è iniziato con il primo posto nel Gruppo A, con un recod di 5-1, per poi proseguire con l’eliminazione dei campioni in carica del Manama Club in semifinale.

## Palmares

### Titoli Nazionali
- UAE Basketball League: 12

1999-2000, 2000-2001, 2001-2002, 2013-2014, 2014-2015, 2016-2017, 2017-2018, 2018-2019, 2020-2021, 2021-2022, 2022-2023, 2023-2024
- UAE Federetion Cup: 3

2015, 2016, 2020
- UAE Vice-President Cup: 1

2025
- UAE Basketball Super Cup: 1

2003

### Titoli Internazionali
- FIBA WASL Gulf League: 1

2024-2025
- Gulf Basketball Clubs Championship: 3

2016, 2017, 2018

## Organico

### Roster 2024-2025
Il roster per la stagione sportiva 2024-2025 
|    | Naz.                                                | Ruolo | Sportivo              | Anno | Alt. | Peso |  |
| -- | --------------------------------------------------- | ----- | --------------------- | ---- | ---- | ---- |  |
| 2  | Emirati Arabi Uniti (bandiera)                      | C     | Ahmed Albreiki        | 1984 | 200  | 96   |  |
| 3  | Emirati Arabi Uniti (bandiera)                      | AP    | Hamid Albreiki        | 2000 | 190  | 84   |  |
| 6  | Emirati Arabi Uniti (bandiera)                      | G     | Hussain Albalooshi    | 2005 | 175  | 71   |  |
| 9  | Emirati Arabi Uniti (bandiera)                      | G     | Saeed Alajmani        | 1986 | 185  | 75   |  |
| 10 | Emirati Arabi Uniti (bandiera)                      | C     | Omer Alameri          | 1991 | 205  | 97   |  |
| 12 | Emirati Arabi Uniti (bandiera)                      | AG    | Qais Alshabebi        | 1991 | 200  | 86   |  |
| 14 | Emirati Arabi Uniti (bandiera)                      | G     | Mohammad Alajmani     | 1988 | 185  | 78   |  |
| 15 | Emirati Arabi Uniti (bandiera)                      | PG    | Talal Alnuaimi        | 1988 | 184  | 74   |  |
| 22 | Emirati Arabi Uniti (bandiera)                      | PG    | Mohammad Juma         | 1998 | 170  | 66   |  |
| 23 | Emirati Arabi Uniti (bandiera) · Senegal (bandiera) | C     | Assane Boye           | 1998 | 202  | 88   |  |
| 24 | Stati Uniti (bandiera)                              | PG    | Jermaine Love         | 1989 | 191  | 88   |  |
| 32 | Stati Uniti (bandiera)                              | AG    | Josh Hawley           | 1996 | 203  | 95   |  |
| 42 | Stati Uniti (bandiera)                              | G     | Deshawndre Washington | 2001 | 201  | 93   |  |
| 44 | Emirati Arabi Uniti (bandiera)                      | G     | Jassim Khamis         | 2003 | 170  | 64   |  |

### Staff tecnico
| Ruolo           | Nome                      |
| --------------- | ------------------------- |
| Capo Allenatore | Miodrag Perišić           |
| Assistente      | Saeed Atiq Obaid Mohammad |
| Assistente      | Wael Mohammad Issa        |

## Cestisti
Nella squadra di Dubai hanno militato anche giocatori dalla carriera sportiva importante tra cui:

### Giocatori locali famosi
- Qais Alshabebi
- Saeed Ashoor
- Rashed Alzaabi
- Talal Alnuaimi
- Abdallah Moussa
- Ateeq Saeed
- Khwaydem Zayed
- Mohammad Alajmani
- Khwaydem Musa
- Juma Mohammad
- Khalil Salem
- Rashed Al Alzaabi
- Ahmed Albreiki
- Mohamed Al Breiki
- Saeed Alajmani

### Giocatori stranieri famosi
- Gani Lawal
- Donatas Slanina
- Vladimir Golubović
- Hervé Lamizana
- Sean Marshall
- Jason Maxiell
- Keith Benson
- Corsley Edwards
- Jamelle Hagins
- Chris Crawford
- Travin Thibodeaux
- Sir'Dominic Pointer
- Nick Minnerath
- Chavaughn Lewis
- Marcus Georges-Hunt
- Joseph Osman
- Mitchell Watt
- Sammy Monroe
- Corsley Edwards
- Johnny Taylor
- Shaheed Davis
- Sam Young
- Brandon Triche
- Chris Johnson
- Milan Milošević
- Maik Zirbes
- Kaspars Cipruss
- Cheikh Samb
- Sani Sakakini
- Artem Pustovyj
- Amer Al Sati

## Allenatori
- Tarvish Felton (2006-2008)
- Peter Schomers (2010-2018)
- Ahmed Marei (2018-2019)
- Giorgio Valli (2019-2021)
- Zoran Zupcevic (2021-2023)
- Oualid Zrida (2023-2024)
- Miodrag Perišić (2024-presente)